# Ennepe-Ruhr-Kreis
Huyện Ennepe-Ruhr là một huyện ở trung bộ của Nordrhein-Westfalens, Đức. Các đơn vị giáp ranh (từ phía bắc theo chiều kim đồng hồ) các thành phố không thuộc huyện này Bochum, Dortmund và Hagen, huyện Märkischer Kreis và Oberbergischer Kreis, thành phố Wuppertal, huyện Mettmann và thành phố Essen.

## Lịch sử
Huyện được lập năm 1929 thông qua việc sáp nhập huyện Schwelm với một số khu vực của huyện Hattingen và Hagen. Năm 1970 và 1975, huyện này được điều chỉnh ranh giới trong các đợt cải tổ các huyện ở Nordrhein-Westfalen; chủ yếu là nhập thành phố không thuộc huyện Witten vào.

## Địa lý
Tên của huyện phản ánh vị trí địa lý - huyện tọa lạc trong các thung lũng của các sông Ruhr và Ennepe.

## Các thị xã
| 1. Breckerfeld 2. Ennepetal 3. Gevelsberg 4. Hattingen 5. Herdecke | 1. Schwelm 2. Sprockhövel 3. Wetter (Ruhr) 4. Witten |